# Eisenbahnmuseum Almaty
Das Eisenbahnmuseum Almaty (kasachisch Алматы темір жол мұражайы) ist ein Eisenbahnmuseum in der Stadt Almaty, welches sich mit den ersten Eisenbahnen in Kasachstan und dem heutigen Zustand der Eisenbahn in Kasachstan befasst.

## Geschichte
Das Museum wurde 1999 auf Grundlage einer Sammlung des Sammlers B. Schormakow eröffnet. Nachdem das Museum 2004 unter die Führung der staatlichen Eisenbahngesellschaft gekommen war, wurde es am 15. Dezember 2010 erneut an einem neuen Ausstellungsplatz eröffnet. Heute ist das Museum das flächenmäßig größte Eisenbahnmuseum in Kasachstan.